# Jack Campbell (animateur)
Pour les articles homonymes, voir Jack Campbell et Campbell.
Jack Campbell est un animateur américain né le 23 septembre 1915 ayant travaillé pour les studios Disney.

## Filmographie
- 1937 : Blanche-Neige et les Sept Nains
- 1938 : Ferdinand le taureau
- 1938 : Mother Goose Goes Hollywood
- 1940 : Pinocchio
- 1940 : Donald le riveur
- 1940 : Fantasia segment La Symphonie pastorale
- 1941 : Le Dragon récalcitrant
- 1941 : Dumbo
- 1946 : La Boîte à musique
- 1946 : Mélodie du Sud
- 1947 : Coquin de printemps
- 1955 : La Belle et le Clochard
- 1959 : Les Aventures d'Aladin (1001 Arabian Nights)
- 1980 : Mickey Mouse Disco